# Gustav Sule
Gustav Sule   (Tartu, 10 de novembre de 1910 - Kotlas, 3 d'abril de 1942) va ser un atleta estonià, especialista en el llançament de javelina, que va competir entre 1929 i 1941.
El 1936 va prendre part en els Jocs Olímpics d'Estiu de Berlín, on fou onzè en la prova del llançament de javelina del programa d'atletisme.
En el seu palmarès destaca una medalla de bronze en la prova del llançament de javelina al Campionat d'Europa d'atletisme de 1934, rere els finlandesos Matti Sippala i Matti Järvinen. Aquesta medalla li va servir per ser reconegut com a esportista estonià de l'any pel Tallinn Sports Press Club. Entre 1928 i 1940 va guanyar el campionat nacional de javelina en nou ocasions i una el de salt d'alçada. Va millorar el rècord nacional de javelina en sis ocasions, passant dels 63,32 metres de als 75,935 el 1938.
Va morir de pneumònia el 3 d'abril de 1942 mentre servia en les columnes de treball del NKVD.

## Millors marques
- Llançament de javelina. 75,93 metres (1938)[5]